# Vulcan Foundry
Vulcan Foundry era una fabbrica di locomotive del Regno Unito sita a Newton-le-Willows, nel Lancashire, in Inghilterra.

## Storia
La fabbrica nacque nel 1832 sotto il nome di Charles Tayleur & Company  per la produzione di carpenteria metallica per ponti in ferro, tettoie, scambi, incroci e quant'altro occorrente per la costruzione della ferrovia Liverpool-Manchester. Robert Stephenson, uno dei fondatori, ne fu socio per alcuni anni. La società, nel 1847, cambiò la sua ragione sociale in The Vulcan Foundry Company e, all'inizio del 1898, in The Vulcan Foundry Limited.
Dal 1º novembre 1916 il sito ebbe una propria fermata, denominata Vulcan Halt, sulla ferrovia Warrington-Newton della London and North Western Railway; questa venne chiusa definitivamente il 12 giugno 1965

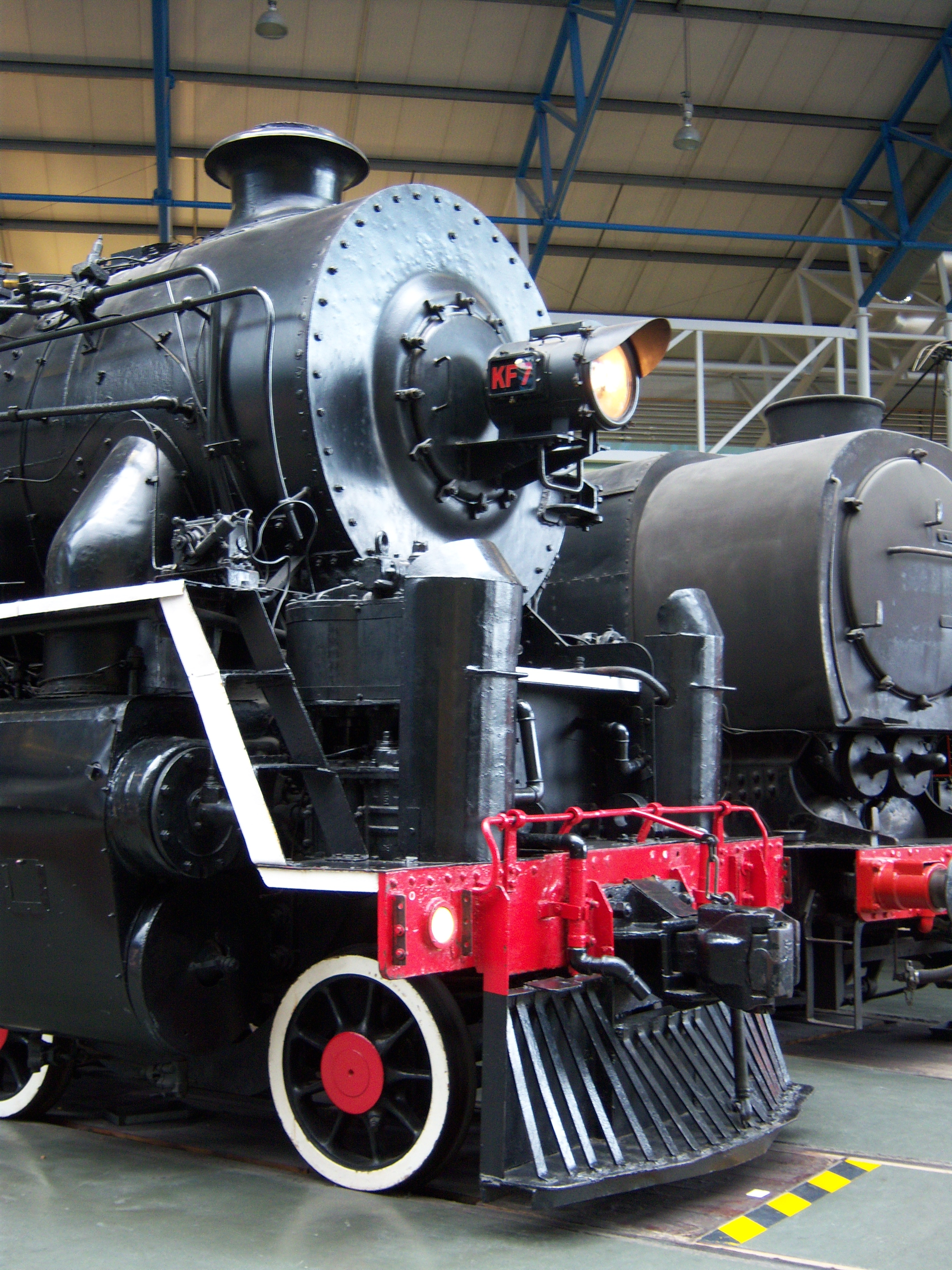
Locomotiva KF7 delle ferrovie di stato cinesi esposta al National Railway Museum di York

Le prime due locomotive prodotte dalla fabbrica furono la Tayleur e la Stephenson (presero il nome dalle figure prestigiose del fondatore e del consocio) e vennero fornite alla North Union Railway; erano simili alla locomotiva Planet di Stephenson. Seguirono 3 macchine di rodiggio 1-1-0 per la Warrington-Newton Railway e in seguito forniture per la Leicester-Swannington Railway  e la Birmingham-Derby Junction Railway. Furono costruite anche delle 2-1-0 per ferrovie degli USA.
Già dagli inizi la fabbrica lavorò per fornitura di locomotive per la Francia, l'Austria e la Russia e mantenne la sua vocazione per l'esportazione di macchine e rotabili fino al termine della sua esistenza operativa. Nel 1852 fornì la prima locomotiva a vapore per l'India. Fornì locomotive per la ferrovia Ffestiniog nel 1872 e negli stessi anni settanta per varie ferrovie del Giappone, dell'India e del Sud America.
La costituzione della London, Midland and Scottish Railway nel 1924 fornì un'occasione di consistenti consegne di locomotive. Tra 1934 e 1935 vennero costruite 24 grosse 2-4-2 per le ferrovie dello stato della Cina delle quali una è stata riacquistata e preservata nel National Railway Museum di York.
La compagnia sopravvisse alla grande recessione degli anni 1930 in seguito alle grosse forniture di locomotive per l'India, il Tanganica e l'Argentina e grazie alle ordinazioni di locomotive Black Fives e Stanier per le LMS nel 1934.
Dal 1939 il lavoro venne finalizzato alle forniture militari di materiale ferroviario con grossi ordini, nel 1943, di circa 400 locomotive 1-4-0 e di 50 0-3-0 saddle tank.
Nel 1944 la Vulcan Foundry acquisì la Robert Stephenson and Hawthornes Limited e nel 1945 ebbe un forte ordinativo di locomotives 1-4-0 per conto dell'UNRRA in Europa. La ricostruzione delle ferrovie dell'India, danneggiate dalla guerra, iniziata nel 1947, coinvolse la Vulcan Foundry che beneficiò di contratti e ordini come per tante altre aziende inglesi.
La fabbrica iniziò la sua esperienza nella costruzione di locomotive diesel ed elettriche dal 1928 per la fornitura di locomotive articolate dette Coccodrillo all'India. Nel 1931 costruì anche locomotori da manovra per la London, Midland and Scottish Railway e nel 1936 venne prodotta la Vulcan, una diesel-meccanica  (0-3-0).
Nel 1940 furono fornite 10 automotrici alle Ferrovie della Nuova Zelanda di cui una andò perduta per azioni belliche durante il trasporto via mare. Tra 1948 e 1957 furono consegnate 30 locomotive Diesel-elettriche alle ferrovie della Malaysia.
La Vulcan Foundry è stata anche una delle maggiori fornitrici di locomotive diesel-elettriche per le British Railways tra cui la Class 55 Deltic. Sviluppò anche un prototipo di locomotive a turbina.
Nel 1957 entrò a far parte del gruppo English Electric. Nel 1970 ebbe termine la produzione di locomotive continuando la produzione di motori diesel sotto il marchio Paxman.
Dopo vari passaggi di proprietà venne acquisita da GEC, divenuta poi GEC Alsthom poi Alstom, e infine parte di MAN B&W Diesel dal 2000. Alla fine del 2002 cessò l'attività e gli impianti vennero in seguito demoliti.